# Pёtr Petrovič Malachov
Pёtr Petrovič Malachov (San Pietroburgo, 20 giugno 1892 – 1962) è stato un regista cinematografico sovietico.

## Filmografia (parziale)

### Regista
- Prostye serdca (1929)
- Glubokij rejd (1937)[1]